# Richard Bucher
Richard Bucher (ur. 27 września 1955 w Lucernie, zm. 7 września 2012 w Davos) – szwajcarski hokeista grający na pozycji bramkarza.

## Kariera klubowa
W latach 1974–1977 był zawodnikiem HC Luzern. W latach 1978–1990 grał w HC Davos. Zdobył z tym klubem mistrzostwo Szwajcarii w sezonach 1983/1984 i 1984/1985, a w sezonie 1986/1987 został najlepszym bramkarzem ligi.

## Kariera reprezentacyjna
W reprezentacji Szwajcarii rozegrał 38 spotkań. Wraz z kadrą zajął 8. miejsce na ZIO 1988.

## Kariera trenerska
W sezonie 1989/1990 był grającym trenerem HC Davos.

## Losy po zakończeniu kariery
Po zakończeniu kariery pracował jako urzędnik podatkowy. Od 1997 wraz z Jacquesem Soguelem był współwłaścicielem Guyan Treuhand und Immobilien AG. Zmarł 7 września 2012 w Davos.

## Życie prywatne
Miał żonę i dwie córki. Jedna z nich, Laura, jest partnerką biegacza narciarskiego Dario Cologny.